# Krogulec szary
Krogulec szary (Accipiter ovampensis) – gatunek średniej wielkości ptaka drapieżnego z rodziny jastrzębiowatych (Accipitridae). Występuje w Afryce Subsaharyjskiej. Nie jest zagrożony wyginięciem. Nie wyróżnia się podgatunków. 

## Zasięg występowania

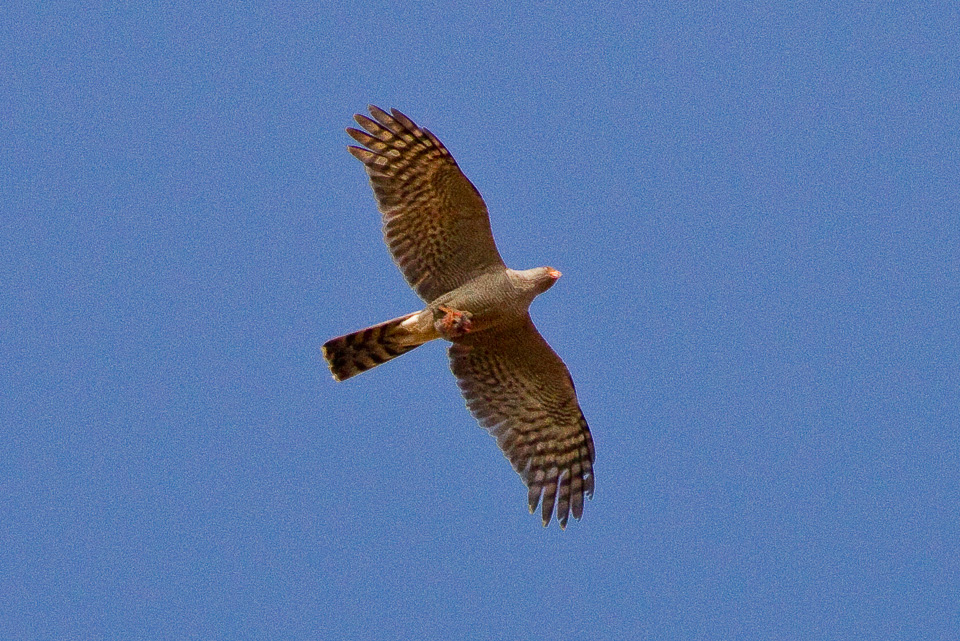
Krogulec szary w locie

Występuje od Senegambii, Sierra Leone i Ghany na wschód po Etiopię oraz na południe po Angolę, północną Namibię, północną Botswanę i północną RPA.

## Morfologia
Grzbiet ma barwę szarą, z białymi elementami na kuprze. Klatka piersiowa, brzuch i szyja są białe z cienkimi, ciemnymi paskami. Dziób czarny, oczy ciemnoczerwone, nogi i woskówka pomarańczowo-czerwone. Osobniki tego gatunku osiągają długość 30–40 cm, a rozpiętość ich skrzydeł wynosi 60–75 cm. Masa ciała samców waha się od 105 do 190 g, samic – od 180 do 305 g.

## Ekologia i zachowanie
Krogulce szare żyją na sawannach i w wysokich lasach liściastych, a także na plantacjach. Żywią się głównie mniejszymi ptakami.
Okres lęgowy trwa od września do stycznia. Samica składa 3–4 jaja (rzadziej 2 lub 5). Wysiadywaniem zajmuje się wyłącznie samica, samiec 2–3 razy dziennie dostarcza jej pożywienie do gniazda. Inkubacja trwa 37–39 dni. Przez pierwsze 18 dni od wyklucia samiec dostarcza jedzenie do karmienia piskląt, później w polowaniach pomaga mu także samica. Młode opuszczają gniazdo po 33–39 dniach, a w pełni niezależne stają się około miesiąca później.

## Status
Międzynarodowa Unia Ochrony Przyrody (IUCN) uznaje krogulca szarego za gatunek najmniejszej troski (LC – least concern) nieprzerwanie od 1988 roku. Trend liczebności populacji uznaje się za wzrostowy.